# Granit (Stifter)

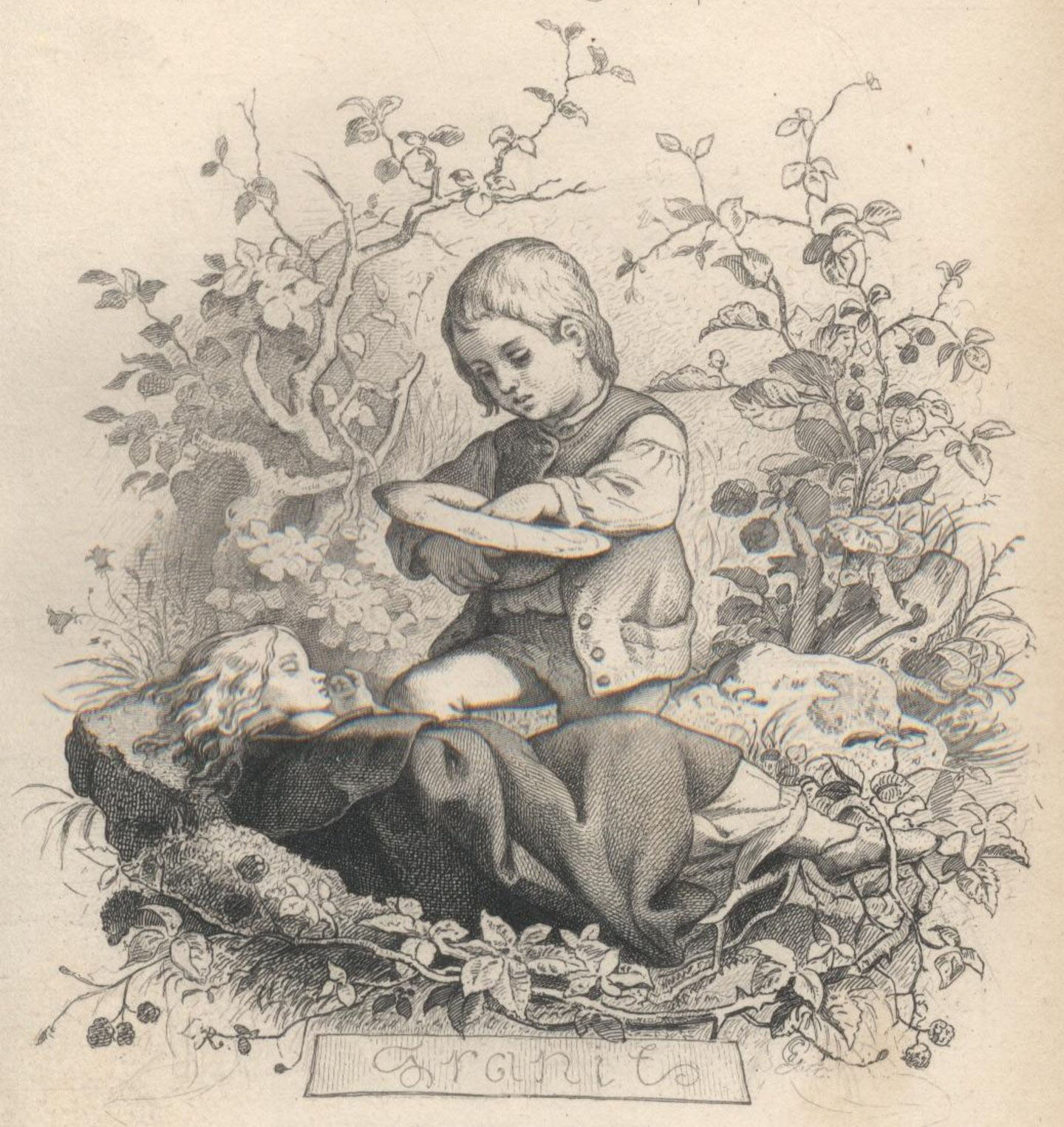
Illustration Ludwig Richters aus der Erstausgabe der Bunten Steine (1853)

Granit ist eine Erzählung Adalbert Stifters aus der Sammlung Bunte Steine (1853). Der Großvater des Protagonisten erzählt diesem darin während eines Fußmarsches von der vergeblichen Flucht einer Pechbrennerfamilie und der Rettung zweier Kinder. Es ist die überarbeitete Fassung der 1848 erschienenen Erzählung Die Pechbrenner.

## Inhalt
Der Erzähler erinnert sich an ein Ereignis aus seiner Kindheit im böhmischen Oberplan, dem Geburtsort Stifters: Ein fahrender Pechbrenner bestrich ihm die Fußsohlen mit Wagenschmiere. Als er so in die Stube trat und den frisch gescheuerten Fußboden beschmutzte, wurde er von seiner Mutter gezüchtigt. Um den Buben zu trösten, nahm ihn sein Großvater auf einen Fußmarsch in ein Nachbardorf mit und erzählte dabei eine sagenhafte Geschichte, die er selbst von seinem Großvater gehört habe: Ein Pechbrenner wollte mit seiner Familie der nahenden Pest entkommen und floh in die tiefen Wälder. Es half aber nichts und die Familie starb, nur der kleine Sohn des Pechbrenners blieb am Leben. Dieser fand ein verirrtes kleines Mädchen und unter der Führung des Knaben gelangten beide wieder aus dem Wald. Jahre später, als der Knabe bereits zu einem jungen Mann herangewachsen war, suchte ihn das Mädchen von damals auf und es stellte sich heraus, dass sie eine Schlossherrin ist. Er folgte ihr und gelangte so zu Wohlstand und Ansehen. Soweit die Erzählung des Großvaters.
Als Großvater und Enkel am Abend wieder daheim ankamen, war die Sache mit der Wagenschmiere vergessen. Der Erzähler schließt mit der Feststellung, dass er sich zwar in allen Einzelheiten an die Erzählung erinnere, aber nicht an die Umstände, die alles einleiteten. So wisse er etwa nicht, ob und wie die Pechspuren entfernt wurden.

## Aufbau
Obwohl die Erzählung relativ kurz ist (in der Erstausgabe von 1853 nimmt sie 60 Seiten ein), verwendet der Autor mehrere Zeitebenen: die äußere Rahmenhandlung, die in der Gegenwart angesiedelt ist, die innere Rahmenhandlung zur Zeit der Kindheit des Erzählers und die Binnenerzählung des Großvaters.

## Entstehung
Eine erste Fassung unter dem Titel Die Pechbrenner erschien 1848 in: Vergißmeinnicht. Taschenbuch für 1849, Verlag Thomas, Leipzig. Stifter schrieb diese Erzählung eigenen Angaben nach im Winter 1847–48. In einem Brief an Herausgeber Carl Herloßsohn schreibt er, dass diese auf einer Erzählung seines eigenen Großvaters väterlicherseits beruhe (Augustin Stifter, 1744–1834). Der Heimatort des Dichters wurde tatsächlich mehrmals von Pestepidemien heimgesucht: 1464, 1585, 1680 und 1713. Da Stifters Ururgroßvater Georg Stüffter 1680 geboren wurde, ist wahrscheinlich die Pestepidemie von 1713 gemeint, es können aber auch mündliche Überlieferungen von 1680 eingeflossen sein.
Während in Die Pechbrenner das Schicksal der Familie des Pechbrennerknaben ausführlich geschildert wird, ist diese in Granit nur angeschnitten. In der Urfassung hilft der 13-jährige Josef verzweifelten Fremden und bringt dadurch die Pest über seine Familie. Als Strafe wird er von seinem Vater auf einen unzugänglichen Felsen dem Hungertod preisgegeben. Nur mit Hilfe von zwei weiteren Überlebenden, dem fremden kleinen Mädchen Magdalena und dem Knecht Knut, gelingt es ihm seiner misslichen Lage zu entkommen. Alle drei finden den Weg aus dem Wald. Das Ende der ersten Fassung stimmt, wie der Beginn, wieder weitgehend mit Granit überein.
Stifter schloss die Überarbeitung im Januar 1852 ab. Es ist die einzige Erzählung aus den Bunten Steinen, die in der Buchfassung kürzer ausfällt.

## Geographische Einordnung
Stifter nutzt diese Erzählung, wie bei zahlreichen anderen, um die Gegend des Böhmerwaldes, die Heimat seiner Kindheit, zu beschreiben. Dabei bedient er sich mehrerer authentischer Ortsbezeichnungen. Außerdem gibt Stifter, vergleichbar einem historischen Roman, Informationen zur gesellschaftlichen Struktur Südböhmens im 18./19. Jahrhundert.